# Канонерские лодки типа «Эльпидифор»
Корабли́ (суда́) ти́па «Эльпидифо́р» — серия российских вооружённых десантных пароходов, а затем советских тральщиков и минных заградителей, позже переклассифицированных в каноне́рские лодки (КЛ).
Из 18 вступивших в строй судов серии, только первые 8 были построены как боевые корабли, остальные достроены как торговые суда.

## Проект

### Азово-Черноморские «эльпидифоры»
В Российском императорском флоте (РИФ) в качестве войсковых транспортов использовались, как правило, бывшие гражданские грузопассажирские суда, называемые базные транспорты, мобилизованные у различных российских частных владельцев с началом Первой мировой войны. Эти суда обладали относительно большими водоизмещением и осадкой, поэтому для загрузки и выгрузки десанта им требовалась портовая инфраструктура (оборудованные причалы с достаточными глубинами, и т. п.). Для высадки войск на необорудованное побережье таким судам требовались различные перегрузочные средства, которые в свою очередь и выполняли роль десантно-высадочных средств.
Между тем РИФ испытывал необходимость в транспортно-десантных судах, сочетавших в себе возможности как войсковых транспортов, так и десантно-высадочных средств. Такими средствами на Черноморском флоте РИФ стала ещё одна разновидность гражданских судов — азовские паровые шхуны-зерновозы, мобилизованные в состав РИФ в основном в качестве тральщиков. Эти зерновозные суда, до мобилизации принадлежавшие разным частным владельцам Азово-Черноморского региона, не являлись однотипными, так как были построены в конце XIX — начале XX века на различных верфях (как правило заграничных), и различались мощностью cудовых энергетических установок, водоизмещением, главными размерениями, конфигурацией надстроек и другими незначительными конструктивными отличиями. Тем не менее данная категория судов имела следующие основные отличительные черты, обеспечившие их эффективное применение в качестве транспортно-десантных судов:
- грузоподъёмность порядка 1000—1300 тонн и кормовое расположение машинного и котельного отделений;
- грузовые трюмы в носовой части, занимавшие около трети длины корпуса, которые обслуживались грузовыми стрелами грузоподъёмностью до 2 тонн;
- малая осадка, которая в среднем составляла: носом до 0,9 м, кормой — порядка 1,5—2,4 м;
- кормовой якорь, предназначенный для удержания судна на месте при проведении грузовых операций у берега, и при необходимости — для облегчения схода судна с мели при отходе от берега (двойного дна с балластными цистернами данные суда не имели, поэтому у них отсутствовала возможность изменения дифферента для облегчения «выхода» на берег);
- возможность опускать сходни с носовой части судна для проведения грузовых операций у необорудованного берега (при отсутствии оборудованных причалов и невозможности выполнения погрузочно-разгрузочных операций судовыми грузовыми стрелами).

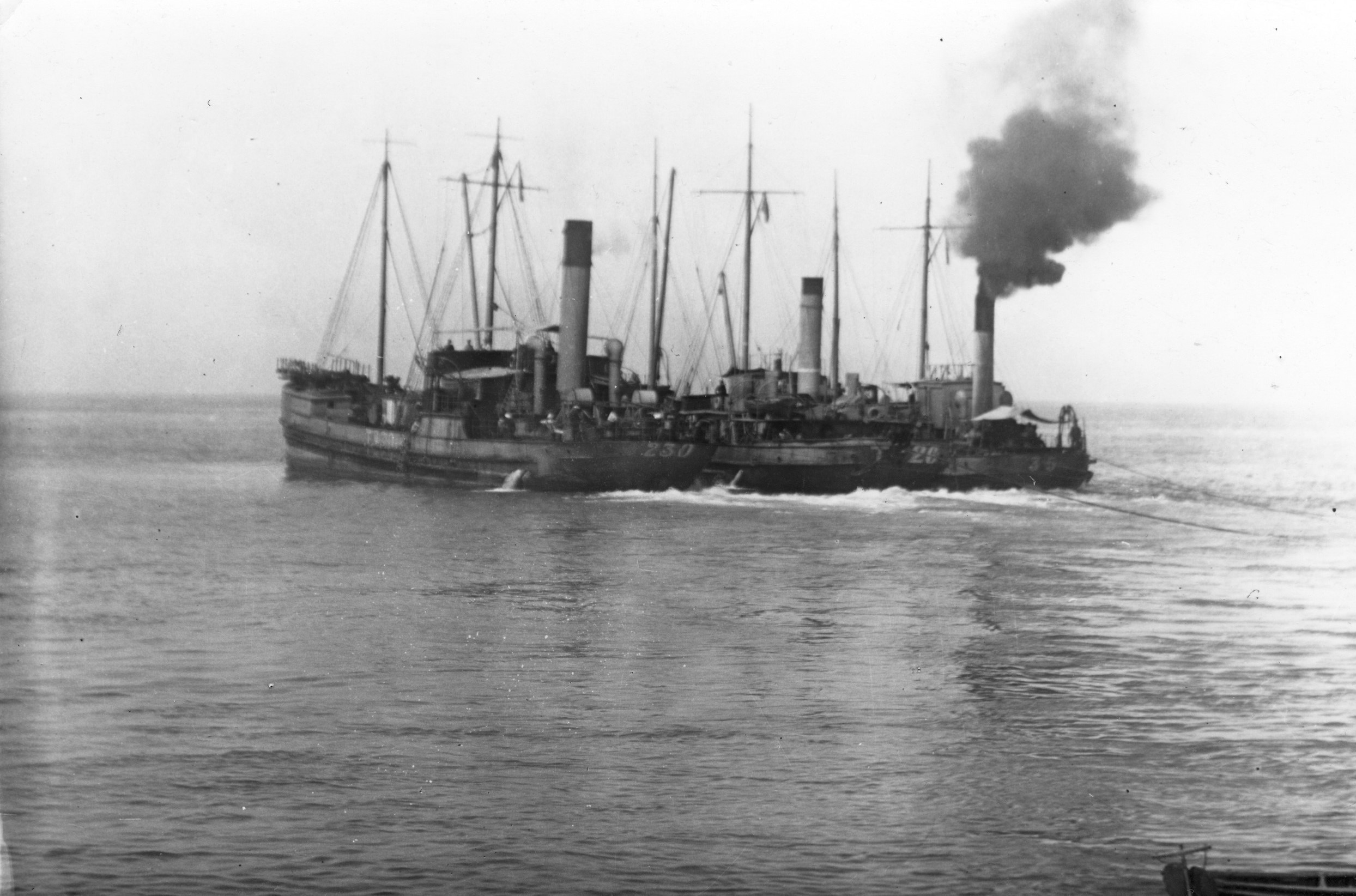
Тральщики Черноморского флота — мобилизованные «эльпидифоры» (слева направо): Т-330 («Елпидифор»), «Кефалония» и Т-235 («Пророк Иона»), 1917 год; на баке «Елпидифора» видны уложенные по-походному сходни.

Данные суда были оптимизированы для плавания в условиях мелководного Азовского моря и могли подходить для погрузки и разгрузки зерна практически к самому берегу в любом месте, что значительно упрощало проведение грузовых операций. Пара сходен, опущенных с носа уткнувшегося в берег судна, позволяла грузчикам вереницей по одной из них таскать мешки с зерном, а по другой подниматься (спускаться) за следующей партией груза — впоследствии по этим сходням производилась высадка десанта. Выдвижение и спуск-подъём сходен осуществлялся с помощью специального бушприта. После мобилизации суда были вооружены одним-двумя 75-мм и двумя-четырьмя 37-мм или 47-мм орудиями, и благодаря своим конструктивным особенностям активно использовались в десантных операциях на Чёрном море, проводимых вооружёнными силами Российской империи, таких например как десант в Ризе и Трапезундская операция.
Эти мобилизованные паровые шхуны-зерновозы получили нарицательное имя «эльпидифоры» (которое использовалось в официальных документах различных органов управления РИФ того времени). Данное имя нарицательное, по одной из версий, было дано по названию одного из первых мобилизованных судов — паровой шхуны «Елпидифор», изначально принадлежавшей Елпидифору Парамонову. Ростовский купец Елпидифор Парамонов являлся одним из крупнейших судовладельцев Азово-Черноморского региона — основателем и владельцем крупнейшей на Дону зерноторговой компании, имевшей собственный торговый флот из зерновозных судов (после смерти Елпидифора Парамонова в 1909 году, его торговая компания получила название «Е. Т. Парамонов и сыновья»). В русском языке древнегреческое имя «Елпидифор» (др.-греч. Ελπιδοφόρος — несущий надежду) трансформировалось в более звучное — «Эльпидифор».
Тем не менее вышеописанная категория судов, получившая нарицательное имя «эльпидифоры», не относится к типу (проекту) судов специальной постройки, которыми являлись десантные пароходы, впоследствии — канонерские лодки, типа «Эльпидифор».

### Проект «Эльпидифор»
В период Первой мировой войны союзниками были проведены несколько успешных десантных операций, в ходе которых британцы использовали специально сконструированные и построенные десантные лихтеры типа X («Икс»), в частности во время Дарданелльской операции (в конечном итоге закончившейся для союзников неудачей). Одновременно с этим планы русской десантной операции на Босфоре (согласно секретному англо-франко-русскому соглашению 1915 года) послужили поводом для Морского министерства Российской империи разместить заказ на собственный проект, аналогичный британскому.

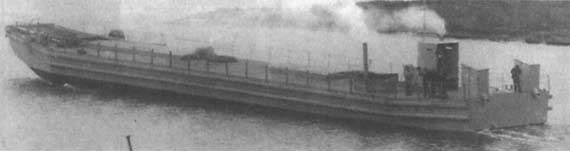
Самоходная десантная баржа типа «Болиндер».

За несколько месяцев, взяв за основу британские лихтеры, конструкторы создали проект самоходной десантной баржи, названной «Болиндером» (по названию шведской компании — поставщика калоризаторных двигателей для данных судов). Эти суда были построены в 1916 году на судостроительном заводе «Руссуд» в Николаеве (50 единиц), но они имели малую грузоподъёмность и дальность плавания, что не обеспечивало потребности флота. Забегая вперёд, следует отметить, что впоследствии «болиндеры» иногда применялись в качестве перегрузочных средств в связке с «эльпидифорами», например эпизодически во время Гражданской войны. Позже во время военных учений РККА в межвоенный период отрабатывались методы комбинированного использования «болиндеров» и кораблей типа «Эльпидифор», которые были применены во время ВОВ в ходе десанта в районе Южной Озерейки в ночь с 3 на 4 февраля 1943 года (единственное известное совместное боевое применение). Совместное применение кораблей типа «Эльпидифор» и «болиндеров» включало в себя использование последних в качестве временных причалов при высадке на необорудованное побережье (после высадки «болиндерами» собственных десантных сил и средств), после чего к ним швартовались корабли типа «Эльпидифор», перегружавшие на них свои силы десанта и средства его обеспечения (по сходням и грузовыми стрелами), затем десант выходил на берег по опускаемым аппарелям «болиндеров».
Новый проект десантного парохода, в дополнение к «болиндерам», был создан специально для десантных операций на черноморском театре военных действий, исходя из возросших к ним требований, и в первую очередь для задуманной в 1916 году так называемой «Босфорской операции», которую планировали провести впоследствии.
За основу проекта был взят один из Азово-Черноморских «эльпидифоров» — паровая шхуна-зерновоз «Елпидифор» нормальным водоизмещением 945 тонн, построенная в Киле на немецкой верфи Howaldtswerke в 1905 году, оснащённая двумя паровыми машинами общей мощностью 600 л. с. при 140 об/мин, и принадлежавшая торговой компании «Е. Т. Парамонов и сыновья». Проект получил название «Эльпидифор» в честь одноимённой категории Азово-Черноморских зерновозных судов, в которую входила паровая шхуна, взятая за прототип.

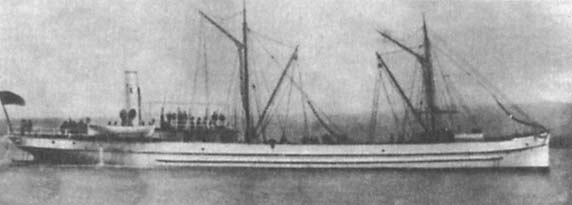
Паровая шхуна Ville de Toulon (бывший «Елпидифор») — прототип десантных пароходов типа «Эльпидифор», 1920-е годы.

Сама паровая шхуна «Елпидифор» была мобилизована в состав Черноморского флота РИФ в ноябре 1914 года, и сначала числилась в качестве портового судна, а с 9 (22) февраля 1915 года — в качестве тральщика. Первоначально судно получило обозначение Т-19, с 31 января (13 февраля)  1916 года — Т-30, с 21 апреля (4 мая)  1916 года — Т-230, и с 15 (28) сентября 1916 года — Т-330. После окончания Первой мировой войны и последовавшей за ней Гражданской войны и иностранной военной интервенции, «Елпидифор» в ноябре 1920 года был уведён в Константинополь во время Крымской эвакуации. С 17 июня 1921 года судно ходило под французским флагом, с марта 1923 года — под польским, с 12 мая 1936 года — опять под французским. Во время операции «Марита» 6 апреля 1941 года получило повреждения в Пирее и легло на грунт, 17 июля 1941 года поднято немцами и включено в состав кригсмарине в качестве сетевого заградителя. 30 октября 1944 года было затоплено экипажем в Салониках во время эвакуации германских войск в ходе освобождения Греции. В 1947 году поднято, далее ходило сначала под греческим флагом, а с 1953 года — под турецким. 9 августа 1954 года снова затонуло на мелководье после того, как наскочило на камни у мыса Сарайбурну. Через 3 года было поднято и снова ходило под турецким флагом. В 1970 году 65-летнее судно, сменившее несколько названий за годы службы, было отправлено на слом.
24 июня (7 июля)  1916 года штаб Черноморского флота РИФ принял решение о необходимости постройки серии десантных пароходов, выбрав в качестве прототипа паровую шхуну «Елпидифор», после чего были сформулированы технические требования на такие суда, которые были переданы в техническое бюро завода «Руссуд». Спустя 11 дней после поступления технических требований, конструкторы завода представили эскизный проект «десантного парохода для Чёрного моря» (руководили проекта: главный корабельный инженер полковник Корпуса корабельных инженеров Л. Л. Коромальди, начальник технического бюро подполковник Корпуса корабельных инженеров М. И. Сасиновский, главный конструктор технического бюро завода «Руссуд» инженер А. К. Зворыкин и помощник начальника технического бюро по кораблестроению инженер Л. И. Попандопуло). После ряда согласований с Главным управлением кораблестроения (ГУК) Морского министерства, 19 августа (1 сентября)  1916 года была утверждена спецификация по корпусу и механизмам десантных пароходов, а 21 августа (3 сентября)  1916 года ГУК Морского министерства выдало заводу «Руссуд» предварительный наряд на постройку 20 десантных пароходов согласно одобренному ГУК проекту и спецификации по корпусу и механизмам. В ходе строительства первых десантных пароходов типа «Эльпидифор», проект неоднократно подвергался корректировке и дополнительным согласованиям с ГУК Морского министерства, в результате чего 10 (23) февраля 1917 года ГУК заключило с «Руссудом» контракт, согласно которому количество заказанных десантных пароходов было увеличено до 30.
Пароходы типа «Эльпидифор» должны были стать первыми в мире специализированными пехотно-десантными кораблями, способными доставлять и высаживать до 1000 вооружённых десантников на необорудованное побережье. Их проектное водоизмещение составляло 1050 тонн.

## Конструкция
| Основные характеристики  | Основные характеристики  | Основные характеристики                                      | Основные характеристики                                      |
| ------------------------ | ------------------------ | ------------------------------------------------------------ | ------------------------------------------------------------ |
| Водоизмещение, т         | нормальное               | 1050 (проектное)                                             | 1092,3 (фактическое)                                         |
| Водоизмещение, т         | полное                   | 1300                                                         | 1300                                                         |
| Водоизмещение, т         | наибольшее               | 2200                                                         | 2200                                                         |
| Длина наибольшая, м      | Длина наибольшая, м      | 74,68                                                        | 74,68                                                        |
| Ширина наибольшая, м     | Ширина наибольшая, м     | 10,36                                                        | 10,36                                                        |
| Осадка, м                | носом                    | 1,22                                                         | 1,22                                                         |
| Осадка, м                | кормой                   | 2,44                                                         | 2,44                                                         |
| Тоннаж, рег. т           | БРТ                      | 875                                                          | 875                                                          |
| Тоннаж, рег. т           | НРТ                      | 550                                                          | 550                                                          |
| Запасы, т                | топлива (угля)           | 50                                                           | 50                                                           |
| Запасы, т                | питьевой воды            | 50                                                           | 50                                                           |
| Десантовместимость, чел. | Десантовместимость, чел. | 1000 (со стрелковым оружием, лёгким вооружением и амуницией) | 1000 (со стрелковым оружием, лёгким вооружением и амуницией) |

Десантные пароходы имели двойное дно в котором размещались балластные цистерны, позволявшие менять дифферент корабля, тем самым облегчая его «выход» на берег. Имелось электроснабжение всех корабельных помещений, включая грузовые трюмы, которых было четыре: 1-й (носовой) — между полубаком и фок-мачтой, 2-й и 3-й — между фок- и грот-мачтами, 4-й — между грот-мачтой и надстройкой. При экипаже, укомплектованном по штатам военного времени (60 человек), в 1-м и 4-м трюмах оборудовались дополнительные жилые помещения (в 1-м — кубрик для нижних чинов, в 4-м — каюты для кондукторских чинов). Корабли имели радиорубку с радиостанцией (радиотелеграф с радиусом действия до 100 миль), которая располагалась на верхней палубе между грузовыми люками 2-го и 3-го трюмов. На палубе полубака в диаметральной плоскости устанавливался прожектор диаметром 60 см. Для возможности перевозки на верхней палубе 2-х гидросамолётов или 2-х быстроходных катеров, размещаемых на грузовых люках носовых трюмов, данные люки имели необходимые блоки и крепления. Высадка десанта осуществлялись через специальные открывающиеся лацпорты в носовой части полубака по выдвижным сходням, выдвижение из лацпортов и спуск-подъём которых осуществлялся аналогично Азово-Черноморским «эльпидифорам» — с помощью усиленного бушприта (сами сходни перемещались по палубе с помощью катков). Ширина и прочность сходен обеспечивала выгрузку войск со штатным вооружением и амуницией, включая кавалерийские части с упряжками, лошадьми, полевыми кухнями и т. п.
Главная энергетическая установка (ГЭУ) состояла из двух вертикальных паровых машин тройного расширения с двумя 2-топочными цилиндрическими паровыми котлами с обратным ходом дыма (огнетрубными оборотными котлами), общей мощностью 676 л. с. при 204 об/мин (выше проектной, которая составляла 600 л. с. при 200 об/мин). Движителем являлись два гребных винта фиксированного шага. Скорость полным ходом составляла 11,2 узлов (выше проектной, которая составляла 10 узлов), экономическая — 6 узлов. Экономическим ходом пароходы могли преодолеть 970 миль, и 650 миль на 10 узлах.
Вооружение состояло из двух побортно-расположенных в носовой части верхней палубы 120-мм/40 пушек «Тип 41» японского производства (Type 41 4.7"/40 — лицензионная версия британского орудия QF 4.7"/40 Mk. IV). Первоначально проект предусматривал установку трёх 102-мм пушек Обуховского завода (4-дюймовых — калибром 101,6 мм), однако 19 августа (1 сентября)  1917 года в проект были внесены изменения, предусматривавшие в том числе замену трёх 102-мм орудий двумя пушками калибра 120 мм, устанавливаемых побортно в носовой части за срезом полубака (18 шпангоут). Противоаэропланное (зенитное) вооружение состояло из двух 76-мм зенитных пушек Лендера, расположенных побортно на корме (102 шпангоут), и двух 7,62-мм пулемётов «Максим» на крыльях мостика. В варианте минного заградителя судно было способно принять до 120 мин заграждения.
Экипаж согласно спецификации составлял 25—27 человек (по штатам мирного времени: 8 офицеров, 2 кондукторских чина и до 17 нижних чинов), однако в ходе постройки экипаж увеличили до 60 человек. По окончании войны предполагалась разоружение судов типа «Эльпидифор» и продажа их частным компаниям, поэтому при проектировании учитывалась их коммерческая эффективность.

## Строительство и история службы
Согласно контракту, заключенному 10 (23) февраля 1917 года Главным управлением кораблестроения Морского министерства с заводом «Руссуд», в итоге было заказано 30 пароходов типа «Эльпидифор», из которых до революционных событий 1917 года успели заложить только 20. Изготовителем серии был определён судостроительный завод «Руссуд» (ныне Николаевский судостроительный завод). При закладке им присваивались строительные номера вида С-XX…XXX («Строение № XX…XXX»), начиная с номера С-80 (строительный номер головного корабля).

### № 410—412
Из-за Октябрьской революции и Гражданской войны по первоначальному проекту достроены и сданы в 1918—1919 годах 3 парохода, заложенные в 1916 году и спущенные на воду в 1917 году («эльпидифоры» № 410, № 411 и № 412).
На момент занятия 19 марта 1918 года германской армией Николаева в ходе интервенции Центральных держав, «Эльпидифор № 410» только что закончил государственные испытания, на «Эльпидифоре № 411» завершались последние достроечные работы, «Эльпидифор № 412» тоже достраивался, находясь в высокой степени готовности. Пароходы были реквизированы немцами: № 410 — 16 апреля 1918 года, № 411 — 8 августа 1918 года (после его испытаний), после чего включены в состав кайзерлихмарине. После Крымской операции 1918 года «Эльпидифор № 410» был переведён в Севастополь, туда же последовал и № 411 после его ввода в строй. В составе кайзерлихмарине № 410, № 411 и № 412 получили литерные обозначения FD (нем. Flachdampfer — мелкосидящий пароход): FD-20, FD-25 и FD-26 соответственно; при этом первым двум вошедшим в состав германского флота были присвоены бортовые номера: F 20 (№ 410) и F 25 (№ 411). «Эльпидифор № 412» хотя и был переименован в FD-26, оставаясь на заводе «Руссуд» в Николаеве, однако в период германской интервенции так и не был достроен до конца, поэтому под чёрно-бело-красным флагом не ходил, и бортового номера не имел.
После ухода германской армии, 15 марта 1919 года корабли были захвачены французскими интервентами, и в августе 1919 года переданы Белому Черноморскому флоту ВСЮР («Эльпидифор № 412» был сдан ВСЮР 27 августа 1919 года), в составе которого (а затем в составе Русской армии Врангеля) оставались вплоть до Крымской эвакуации, используясь в ходе Гражданской войны главным образом в качестве транспортов для перевозки войск и грузов (в том числе все 3 «эльпидифора» участвовали в Улагаевском десанте, а также в десанте у Кирилловки в ходе Северно-Таврийской операции).
В конце октября 1920 года (по другим источникам, 13—16 ноября 1920 года) корабли под французскими флагами ушли c войсками и беженцами из Крыма в Константинополь. В ноябре 1920 года в Константинополе были разоружены и переклассифицированы в транспорты с целью последующей передачи во фрахт или продажи. После ухода в декабре 1920 года основных сил Русской эскадры в Бизерту, «эльпидифоры» вместе с другими судами 4-го отряда эскадры были оставлены в оккупированном войсками Антанты Константинополе. Позже проданы в счёт уплаты долгов белой армии, после чего имели разную судьбу.
№ 410

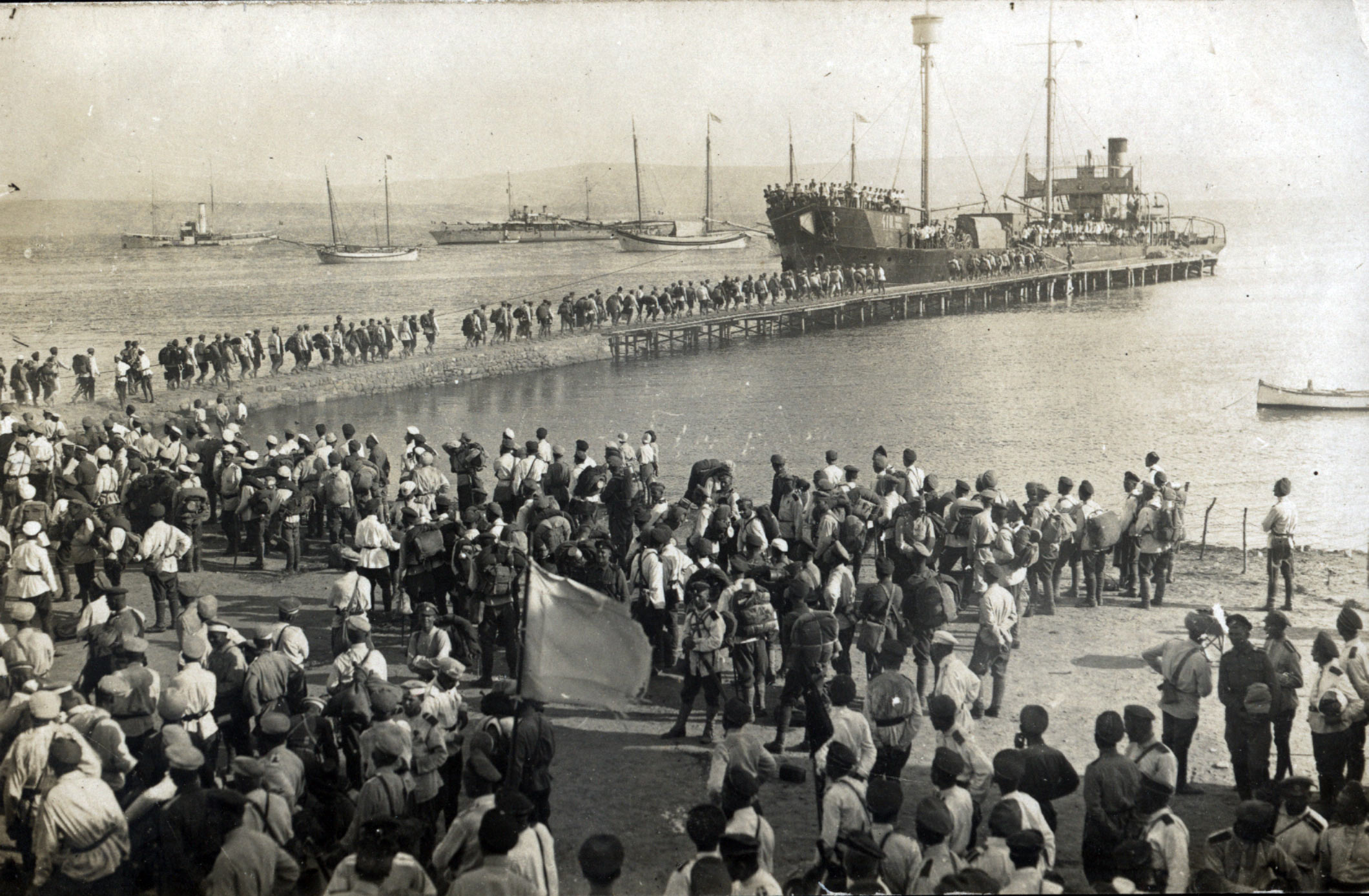
Погрузка на пароход «Вера» («Эльпидифор № 410») первого эшелона кавалерии из состава 1-го армейского корпуса во время отъезда частей Армии Врангеля в Сербию после Галлиполийского сидения, 1921 год; в носовой части полубака ТЩ № 410 виден открытый левый лацпорт.

Строительный номер С-80. Заложен 2 (15) ноября 1916 года, спущен на воду 11 (24) марта 1917 года, сдан 2 марта 1918 года. С 7 (20) января 1918 года — ТЩ № 410, с марта 1918 года — FD-20 (в кайзерлихмарине), с августа 1919 года — ТЩ № 410 (в белом флоте), с 1921 года — «Вера». Оставленный в Константинополе некоторое время использовался французами (имея на борту русскоязычный экипаж), после чего в период с декабря 1922-го по апрель 1923 года был перегнан ими в Марсель, вместе с 12 бывшими российскими буксирами и катерами, где все эти суда (вместе с «Верой») были выставлены на продажу. Информация о новом владельце и дальнейшей судьбе судна отсутствует; по неподтверждённым данным, «Эльпидифор № 410» («Вера») был продан на слом в 1924 году.
№ 411
Строительный номер С-81. Заложен 2 (15) ноября 1916 года, спущен на воду 22 мая (4 июня)  1917 года, сдан 23 августа 1918 года. С 1918 года — FD-25 (в кайзерлихмарине), с августа 1919 года — ТЩ № 411 (в белом флоте), после декабря 1920 года — Thrace, с 1927 года — Thraki; по неподтверждённым данным после Крымской эвакуации был переименован в «Надежду», однако документально это не подтверждается. Оставленный в Константинополе после ухода Русской эскадры в Бизерту, в том же декабре 1920 года был продан греческой судоходной компании The Patriotic, Cie de Navigation a Vapeur et d’Armement (порт приписки Хиос), и в дальнейшем использовался как транспорт. С 1933 года года судно принадлежало судовладелцу Л. Териазосу, а с 1937 года — Ф. Л. Териазосу из Пирея. Во время операции «Марита» потоплено 15 апреля 1941 года авиацией люфтваффе в Порто-Элли (вероятно в Портохелионе) в Эгейском море на глубине 4 м, после чего полузатопленное судно до 25 апреля 1941 года было практически уничтожено повторными авианалётами. Через пару лет остов судна разобрали на металлолом.
№ 412
Строительный номер С-82. Заложен 2 (15) ноября 1916 года, спущен на воду 12 (25) июля 1917 года, сдан 27 августа 1919 года. В 1918 году — FD-26 (в период германской интервенции), с августа 1919 года — ТЩ № 412 (в белом флоте), после 1921 года — Mikra Asia, с 1934 года — Theodora; по неподтверждённым данным после Крымской эвакуации был переименован в «Любовь», однако документально это не подтверждается. После ухода Русской эскадры в Бизерту, оставался в распоряжении белого командования и привлекался для обслуживания французской морской базы в Константинополе. В конце 1921 года был продан греческому судовладельцу, который использовал его в качестве сухогруза. В 1934 году «Эльпидифор № 412» выкупил Ф. Г. Паппас из Пирея, после чего перестроил его в танкер, заодно сменив название, данное предыдущим владельцем судна (Mikra Asia), на Theodora. Во время операции «Марита», следуя 22 апреля 1941 года в Коринфском заливе с грузом бензина, танкер был атакован немецкими пикирующими бомбардировщиками из состава I./StG 2. Получив как минимум одно прямое попадание авиабомбы, судно тем не менее осталось на плаву и сохранило ход. В ходе последующего маневрирования, с целью обойти другой горящий танкер, «Эльпидифор № 412» (Theodora) в условиях плохой видимости наскочил на прибрежные камни в районе Антикира. Разлившийся из пробитых танков бензин воспламенился, и судно полностью выгорело.

### № 413—417
После завершения германской оккупации, строящиеся на николаевских верфях пароходы в разные периоды Гражданской войны находились под контролем различных противоборствующих сторон (франко-греческих интервентов, григорьевцев и махновцев, ВСЮР). В феврале 1920 года эта территория была окончательно занята большевиками, а 4 июня 1920 года штаб Морских сил Республики принял решение о достройке шести пароходов (№ 413—418) в качестве канонерских лодок, однако в силу ряда причин реализовать это решение смогли лишь частично — по данному проекту было достроено только пять кораблей (№ 413—417).
По обновлённому проекту мощность ГЭУ по сравнению с десантными пароходами № 410—412 была увеличена, а основные характеристики и главные размерения кораблей составляли следующие значения:
| Основные характеристики                              | Основные характеристики                              | № 413   | № 414   | № 415   | № 416   | № 417   |
| ---------------------------------------------------- | ---------------------------------------------------- | ------- | ------- | ------- | ------- | ------- |
| Водоизмещение, т                                     | стандартное                                          | 800     | 800     | 800     | 800     | 800     |
| Водоизмещение, т                                     | полное                                               | 1400    | 1400    | —       | 1400    | 1400    |
| Длина наибольшая, м                                  | Длина наибольшая, м                                  | 74,67   | 74,83   | 74,7    | 74,83   | 74,7    |
| Ширина наибольшая, м                                 | Ширина наибольшая, м                                 | 10,36   | 10,39   | 10,4    | 10,39   | 10,39   |
| Средняя осадка, м                                    | Средняя осадка, м                                    | 3,63    | 3,51    | 3,6     | 3,51    | 3,6     |
| Мощность ГЭУ, л. с.                                  | Мощность ГЭУ, л. с.                                  | 2 × 375 | 2 × 375 | 2 × 375 | 2 × 375 | 2 × 375 |
| Скорость хода, уз                                    | полного                                              | 8,5     | 8,7     | —       | 6,0     | 8,7     |
| Скорость хода, уз                                    | экономического                                       | 6,8     | 6,8     | —       | 5,0     | 6,8     |
| Дальность плавания экономическим ходом, морские мили | Дальность плавания экономическим ходом, морские мили | 2300    | 2300    | —       | 1150    | 2300    |

Вооружение состояло из двух, позднее (с конца 1920-х — начала 1930-х годов) — из трёх 130-мм корабельных пушек образца 1913 года (20 снарядов в кранцах и 600 в погребах), расположенных на полубаке и на корме в диаметральной плоскости (60-см прожектор был перенесён на нижнюю площадку фок-мачты), а добавленное после 1928 года в ходе очередных ремонтов третье 130-мм орудие установили в диаметральной плоскости посередине — в носовой части верхней палубы между грузовыми люками 2-го и 3-го трюмов — взамен радиорубки, перенесённой на верхний ярус кормовой надстройки. Носовые 130-мм орудия на полубаке «эльпидифоров» № 413, 414 (относительно № 415 информация отсутствует) первоначально не имели щитового прикрытия — оно на них было установлено позже в ходе капитальных ремонтов 1930-х — начала 1940-х годов. Зенитное вооружение состояло из двух 76-мм зенитных пушек Лендера (600 снарядов в погребах), на «эльпидифорах» № 413—415 изначально располагавшихся побортно на корме, а также из двух 7,62-мм пулемётов «Максим». Кроме того на борту могли размещаться до 380 мин заграждения образца 1912 года; до 180 мин образца 1926 года или типа КБ; до 402 минных защитников; один морской трал Шульца и один придонный трал. Экипаж в военное время насчитывал 169—170 человек (9 офицеров, 38 старшин и 122—123 человек рядового состава).
«Эльпидифоры» № 416, 417, достраиваемые на «Навале», несколько отличались своим внешним видом. В частности имелись различия в расположении их 76-мм зенитных орудий: полубак на № 416, 417 был удлинён — 76-мм зенитные пушки Лендера перенесли на него, установив их в диаметральной плоскости за носовым 130-мм орудием (которое на № 416, 417 имело щитовое прикрытие изначально). Позже, одновременно с добавлением третьего 130-мм орудия, 76-мм пушки Лендера перенесли в нос корабля также и на «эльпидифорах» № 413, 414, установив их побортно за срезом полубака. Впоследствии во время следующего капитального ремонта на «Эльпидифоре № 413» («Красная Абхазия») полубак удлинили, перенеся на него 76-мм зенитные пушки и установив их в диаметральной плоскости за носовым 130-мм орудием (аналогично «эльпидифорам» № 416, 417). Ещё одним отличием «эльпидифоров» № 416, 417 было расположение грот-мачты, которая располагалась не перед надстройкой, как на № 413—415, а на корме за дымовой трубой (позже, во время капитальных ремонтов 1930-х годов, грот-мачты на № 416, 417 были перенесены на надстройку — перед дымовой трубой).
В отличие от десантных пароходов № 410—412, на «эльпидифорах» № 413—417 отсутствовали носовые выдвижные сходни и специальный бушприт для их спуска-подъёма, а лацпорты были наглухо закрыты сплошными стальными листами. В связи с этим пароходы № 413—417 могли обеспечить высадку по облегчённым деревянным сходням, опускаемым на берег со среза верхней палубы, только пехоты со стрелковым оружием, лёгким вооружением и амуницией, а также лошадей. При применении собственных грузовых стрел «эльпидифора» существовала возможность выгрузки на причал (перегрузки на другое пришвартованное к борту судно) лёгких орудий со средствами конной тяги (передками и т. д.), повозок, боеприпасов и т. п. Для выгрузки тяжёлой военной техники требовались краны (портальные или плавучие). Несмотря на отсутствие оборудования для высадки десанта, данные корабли имели следующую десантовместимость:
- лёгкие танки — 6;
- артиллерийские орудия различного калибра с зарядными ящиками в трюме:
  - 152-мм — 4,
  - 120-мм — 8,
  - 102-мм или 76-мм — 12,
  - 45-мм — 16;
- тягачи различного производства (на верхней палубе):
  - ЧТЗ — 8,
  - СТЗ — 10;
- грузовики 3-тонные и 1,5-тонные — 79;
- пехота со стрелковым оружием, лёгким вооружением и амуницией — 2000 чел.

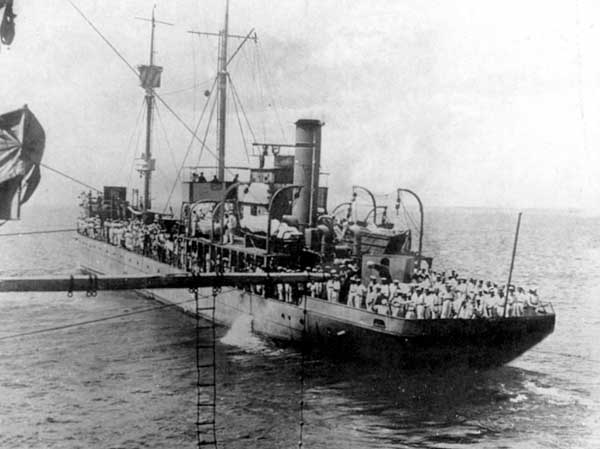
Канонерская лодка «Красный Аджаристан» с отличительной маркой в виде одной красной поперечной полосы вверху верхней четверти дымовой трубы, начало 1930-х годов.

В начале 1930-х годов канонерские лодки (№ 413, 414, 416, 417) согласно приказа командующего МСЧМ получили отличительные марки, наносившиеся красной краской в виде поперечных полос на дымовых трубах, различавшихся количеством и высотой нанесения:
- № 413 («Красная Абхазия») — одна полоса внизу верхней четверти трубы;
- № 414 («Красный Аджаристан») — одна полоса вверху верхней четверти трубы;
- № 416 («Красный Крым», с 1939 года — «Красная Армения») — три полосы в верхней четверти трубы;
- № 417 («Красная Грузия») — две полосы в верхней четверти трубы.

#### № 413
Закладка парохода — 2 (15) ноября 1916 года, строительный номер С-83. Спуск на воду — 20 июля (2 августа)  1917 года. 11 октября 1920 года пароход вошёл в строй и был зачислен в Морские силы Чёрного и Азовского морей (МСЧиАМ) как тральщик. Участвовал в Гражданской войне, использовался как тральщик и минный заградитель. 16 января 1921 года «Эльпидифор № 413» переведён в состав Азовской военной флотилии. До 28 февраля 1922 года корабль продолжал использоваться в северо-западной части Чёрного моря как тральщик (однако в некоторых документах за 1921 год, начиная с 11 октября 1920 года, значится как канонерская лодка КЛ № 5; по некоторым источникам, после ввода в строй в 1920 году «эльпидифоры» № 413 и № 415 вошли в состав Отдельного дивизиона канонерских лодок МСЧиАМ как КЛ № 5 и КЛ № 7 соответственно, а в 1921 году в состав дивизиона добавилась КЛ № 6 — № 414). С 28 февраля 1922 года использовался как лоцманское судно в ве́дении лоцдистанции Чёрного моря. В 1923 году переклассифицирован в канонерскую лодку, 20 декабря 1923 года КЛ получила собственное имя — «Красная Абхазия». 11 января 1935 года КЛ перечислена в состав Черноморского флота.
Корабль прошёл капитальные ремонты в 1934—1935, 1940—1941 и 1943 годах, в период капремонта 1934—1935 годов котлы корабля были переведены на мазут (запас топлива — 150 т). В 1936 году 76-мм зенитные пушки Лендера на «Красной Абхазии» были заменены на две 76-мм артиллерийские установки 34-К, после чего в период с 28 мая по 29 июня 1936 года проходили их корабельные испытания.
Канонерка встретила начало войны, находясь на капитальном ремонте в Николаеве, и 23 июля 1941 года переведена с помощью буксира Т-484 в Севастополь для завершения капремонта, который продлился до 4 ноября. В ходе капремонта дополнительно установлены две 45-мм полуавтоматические универсальные пушки 21-К (1000 снарядов в погребах), две 37-мм зенитные автоматические пушки 70-К (80 снарядов в кранцах и 3300 в погребах), вместо двух 7,62-мм пулемётов «Максим» установили пять зенитных пулемётов ДШК калибром 12,7 мм; экипаж увеличился до 169 человек. Перебазирована в Туапсе. 25—26 декабря 1941 года канлодка «Красная Абхазия» в составе отряда боевых кораблей (кроме «Красной Абхазии» в него входили: КЛ «Красный Аджаристан», КЛ «Красная Грузия», КЛ «Кубань» и одна десантная баржа типа «Болиндер») участвовала в Керченско-Феодосийской десантной операции. С января по сентябрь 1942 года КЛ осуществляла грузовые перевозки между портами Кавказа, по неподтверждённым данным, задействована во время боестолкновений за Кавказ. 4 февраля 1943 года канонерские лодки «Красная Абхазия», «Красный Аджаристан» и «Красная Грузия» участвовали в качестве десантных кораблей в десантной операции в районе Станичка — Южная Озерейка, во время которой «Красная Абхазия» повреждена от огня противника.

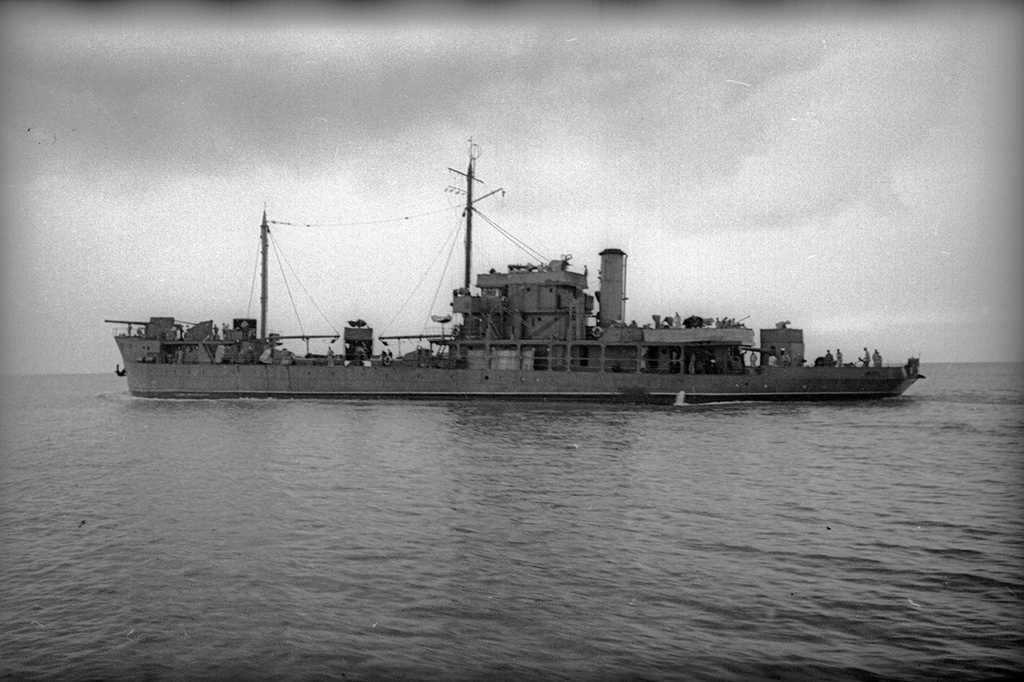
Канонерская лодка «Красная Абхазия» после 1943 года.

22 июля 1944 года КЛ «Красная Абхазия» награждена орденом Красного Знамени.
После войны, в конце лета 1946 года, на подходе к Одессе магнитная мина сильно повредила корму канонерки, в результате погибло 16 моряков.
После разоружения судно передано 28 марта 1947 года в Гидрографическую службу ВМФ СССР со сменой имени на «Курсограф». 25 июня 1949 года переклассифицировано в кабельное судно и 15 сентября 1949 года переименовано в «Ингул». Исключено из ВМФ СССР и передано для демонтажа и реализации в ОФИ 2 июня 1959 года, расформировано 23 июня 1959 года.
Этим кораблём в разное время командовали:
- К. А. Безпальчев;
- Г. В. Жуков;
- капитан-лейтенант (затем капитан 3-го ранга) Л. С. Шик.

#### № 414
Заложен 2 (15) ноября 1916 года, строительный номер С-84. 28 декабря 1916 года (10 января 1917 года) пароход зачислен в списки Черноморского флота РИФ. Спущен на воду 30 июля (12 августа)  1917 года. 4 июня 1920 года зачислен в Морские силы Чёрного и Азовского морей как тральщик, а 3 июля 1920 года в Действующий отряд (ДОТ) кораблей Морских Сил Чёрного и Азовского морей. Вступил в строй в июле 1921 года (по другим источникам, в апреле 1921 года). После ввода в строй и до 29 февраля 1922 года «Эльпидифор № 414» использовался для боевого траления в северо-западной части Чёрного моря (в некоторых документах за 1921 год значится как канонерская лодка КЛ № 6). В 1922 году переклассифицирован в канонерскую лодку, 20 декабря 1923 года присвоено собственное имя — «Красный Аджаристан». 26 августа — 6 сентября 1932 года совместный штурманский поход в Азовское море с лёгкими крейсерами «Профинтерн» и «Червона Украина», эсминцами «Дзержинский», «Фрунзе» и «Шаумян», канонерскими лодками «Красная Абхазия» и «Красный Крым». После капитального ремонта, 11 января 1935 года «Красный Аджаристан» перечислен в состав восстановленного Черноморского флота.
В 1934—1935 годах канонерка прошла капитальный ремонт с переводом котлов корабля на мазут (запас топлива — 150 т). В начале 1940 года 76-мм зенитные пушки Лендера на «Красном Аджаристане» были заменены на две 76-мм артустановки 34-К, кроме того добавлена одноорудийная 85-мм артиллерийская установка 90-К и два 45-мм зенитных полуавтомата 21-К (1000 снарядов в погребах), после чего корабль с 26 марта по 3 июня 1940 года использовался как опытовое судно для отработки применения нового вооружения.
В момент начала войны КЛ «Красный Аджаристан» числился в составе Отдельного дивизиона канонерских лодок (ОДКЛ) Одесской ВМБ. 24 июня 1941 года вместе с КЛ «Красная Армения» и КЛ «Красная Грузия» была задействована в минной постановке в районе Одессы, а 7 июля 1941 года вместе с КЛ «Красная Грузия» в районе Бугаза. В связи с перечислением в Азовскую военную флотилию, 29 июля 1941 года КЛ перебазирована в Керчь, на переходе сопровождала буксир и плавучий док, позже осуществила ещё одно конвоирование плавучего дока из Одессы. В августе КЛ вновь приходит к Одессе для поддержки сухопутных войск. Некоторое время спустя канонерка оказывала артиллерийскую поддержку при обороне Очакова. С 25 по 26 декабря 1941 года КЛ «Красный Аджаристан» в составе отряда боевых кораблей (кроме «Красного Аджаристана» в него входили: КЛ «Красная Абхазия», КЛ «Красная Грузия», КЛ «Кубань» и одна десантная баржа типа «Болиндер») участвовала в Керченско-Феодосийской десантной операции.
В конце 1941 года на КЛ установлены два 37-мм зенитных автомата 70-К (80 снарядов в кранцах и 3300 в погребах) и пять пулемётов ДШК калибром 12,7 мм взамен 7,62-мм «Максимов»; экипаж увеличился до 169 человек.
16 января 1942 года с участием «Красного Аджаристана» высажен десант в районе Судака. 4 февраля 1943 года канонерские лодки «Красный Аджаристан», «Красная Абхазия» и «Красная Грузия» приняли участие в качестве десантных кораблей в десантной операции в районе Станичка — Южная Озерейка, но огонь с берега так и не дал произвести высадку с канонерки штаба 255-й морсбр (командир бригады — полковник А. С. Потапов).
27 сентября 1945 года КЛ «Красный Аджаристан» выведена из боевого состава ВМФ СССР, разоружена и переклассифицирована в самоходную плавучую базу, после чего передана в Аварийно-спасательную службу ВМФ СССР. 6 марта 1947 года переклассифицирована в блокшив под наименованием «Блокшив № 1». 16 мая 1949 года судно переименовано в «Блокшив № 6» (БШ-6). 21 февраля 1951 года БШ-6 исключён из состава ВМФ СССР в связи со сдачей в ОФИ для демонтажа и реализации.

#### № 415
Заложен 9 (22) декабря 1916 года, строительный номер С-85. 28 декабря 1916 года (10 января 1917 года) пароход зачислен в списки Черноморского флота РИФ как тральщик. Спущен на воду 13 (26) сентября 1917 года. 28 июня 1920 года переклассифицирован и зачислен в Морские силы Чёрного и Азовского морей уже как канонерская лодка под обозначением КЛ № 7. 28 июля 1920 года КЛ вступила в строй, имея на вооружении две 130-мм морских пушки образца 1913 года, две 76-мм зенитные пушки Лендера и два 7,62-мм пулемёта «Максим».
9 января 1921 года, возвращаясь в Севастополь после постановки минного заграждения (командир корабля — Г. А. Бутаков), имея на борту два торпедных катера фирмы «Торникрофт» — «Буйный» и «Бедовый» (по другим источникам — «Быстрый») — канонерская лодка замечена французским отрядом боевых кораблей из двух эсминцев типа «Араб» и ещё одного корабля, который красные военморы точно классифицировать не смогли (по российским источникам, третьим был либо транспорт, либо эсминец, либо авизо; по французским источникам — это было авизо типа «Аррас»). Уходя к берегу под прикрытие береговых батарей в районе Анапы, в ходе артиллерийской дуэли было потеряно 12 человек убитыми, также было много раненых (включая командира корабля), а канлодка имела подводную пробоину и была тяжело повреждена в районе машинного отделения. Во избежание затопления, командир решил выбросить пароход на берег. Французский отряд ушёл в море. Впоследствии сидящий на прибрежных камнях корабль во время шторма получил дополнительные сильные повреждения, и в 1922 году сдан Комитету государственных фондов для демонтажа и реализации, ввиду невозможности восстановления.
Двенадцать погибших членов экипажа канонерской лодки были похоронены в Сквере Памяти города Анапа.

#### № 416
9 (22) декабря 1916 года заложен на заводе «Руссуд» в Николаеве под строительным номером С-86. 28 декабря 1916 года (10 января 1917 года) пароход зачислен в списки Черноморского флота РИФ. Спущен на воду 26 октября (8 ноября)  1917 года. После установления советской власти в Николаеве, достраивался на заводе «Наваль». По некоторым источникам, с 23 июля 1921 года (передан в недостроенном состоянии) по 15 ноября 1924 года числился в «Черномортрансе» Главвода НКПС РСФСР и СССР (в некоторых документах за 1921 год значится как канонерская лодка КЛ № 8). 15 ноября 1923 года принят Наркоматом по военным и морским делам СССР от НКПС, переоборудован в тральщик и включён в Морские силы Чёрного моря. 13 сентября 1924 года получил обозначение ТЩ № 22, 5 февраля 1925 года переименован в «Красный Крым». 26 июня 1926 года переклассифицирован в минный заградитель, а 15 июня 1928 года — в канонерскую лодку. 11 января 1935 года КЛ перечислена в состав Черноморского флота. Вооружение «Красного Крыма» на то время: три 130-мм морских пушки Б-7 образца 1913 года, две 76-мм зенитные пушки Лендера и два 7,62-мм пулемёта «Максим». С 31 октября 1939 года «Красный Крым» переименован в «Красную Армению» (наименование «Красный Крым» перешло крейсеру «Профинтерн»).

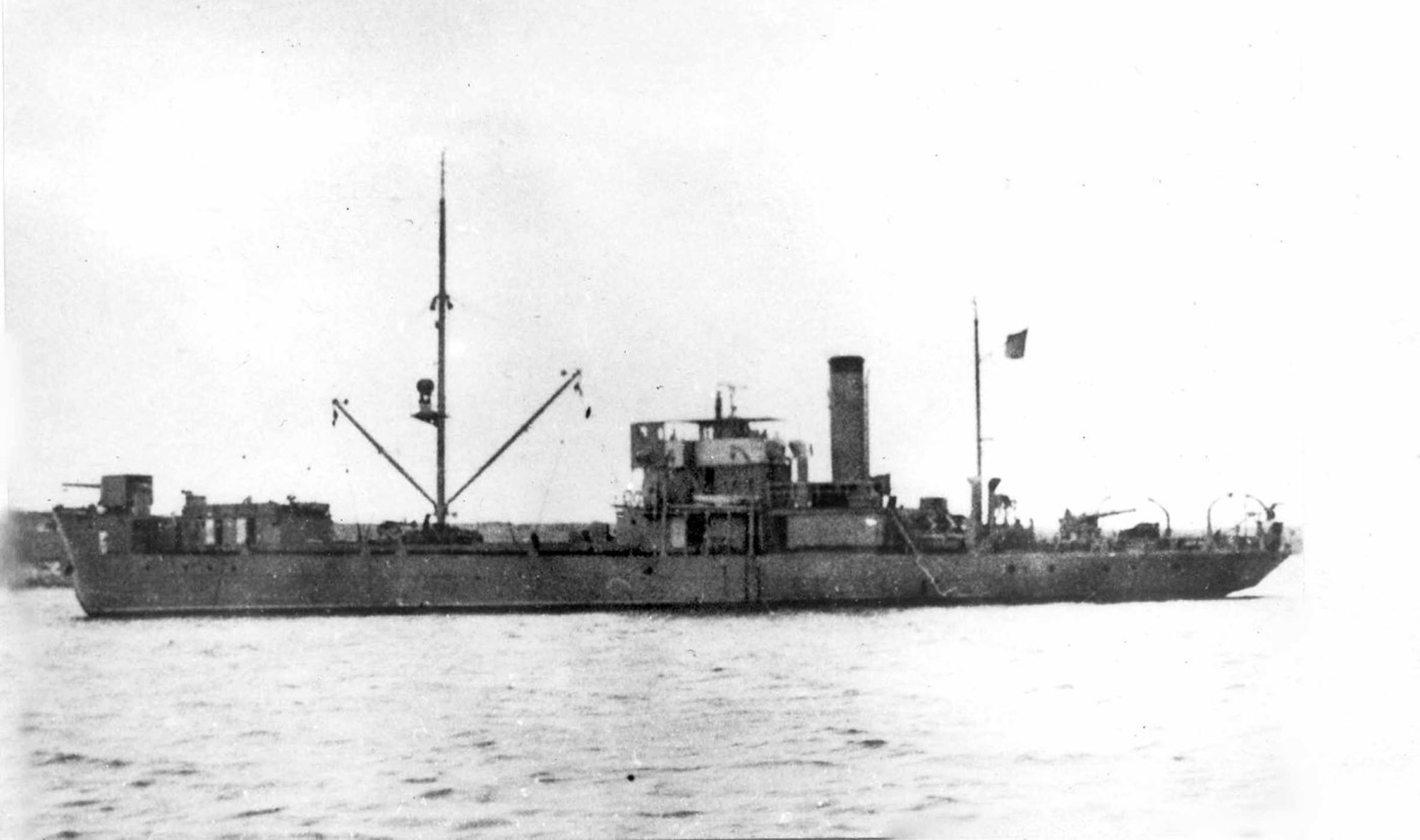
Минный заградитель «Красный Крым», 1928 год.

В 1939—1940 годах — капитальный ремонт в Николаеве, в ходе которого котлы корабля были переведены на мазут (запас топлива — 150 т) и произведена частичная замена вооружения: взамен 7,62-мм пулемётов «Максим» были установлены две 45-мм полуавтоматические универсальные пушки 21-К. С 9 августа по 13 ноября 1940 года «Красная Армения» входила в состав вновь образованной Дунайской военной флотилии, базируясь на Измаил.
На начало Великой Отечественной войны «Красная Армения» входила в состав ОДКЛ Одесской ВМБ. 24 июня 1941 года вместе с канонерскими лодками «Красный Аджаристан» и «Красная Грузия» задействована в минной постановке в районе Одессы. С июля 1941 года — эскортирование транспортных судов, доставка снабжения и пополнения с Крымского полуострова в Одессу. В августе 1941 года оказывала артиллерийскую поддержку частям РККА под Очаковым.
КЛ «Красная Армения» включена в состав отряда боевых кораблей для обеспечения десантной операции под командованием контр-адмирала (впоследствии — адмирала) Л. А. Владимирского в районе Григорьевки (ныне Новые Беляры) под Одессой, которая назначена на ночь с 21 на 22 сентября 1941 года. На переходе из Севастополя связь с «Красной Арменией» была потеряна, а в 14:00 в районе Тендровской косы с эсминца «Фрунзе» она обнаружена горящей от попадания германской авиабомбы. При сближении для оказания помощи, эсминец «Фрунзе» сам подвергся атаке пикирующих бомбардировщиков Ju 87B из I./StG 77. В ходе двухчасового боя погибли 50 моряков, эсминец получил серьёзные повреждения и затонул левым бортом на глубине 6 метров в девяти морских милях от Тендровской косы в точке 46°10′00″ с. ш. 31°02′07″ в. д.. 13 ноября 1941 канонерская лодка «Красная Армения» исключена из ВМФ СССР. В 1949 году поднята по частям и передана «Главвторчермету» для разделки на металл.

#### № 417
9 (22) декабря 1916 года заложен на заводе «Руссуд» в Николаеве под строительным номером С-87. 28 декабря 1916 года (10 января 1917 года) пароход зачислен в списки Черноморского флота РИФ. Спущен на воду 7 (20) января 1918 года. После установления советской власти в Николаеве, достраивался на заводе «Наваль». Вошёл в состав Морских сил Чёрного моря 30 октября 1923 года как тральщик. 13 сентября 1924 года получил обозначение ТЩ № 23, 12 февраля 1925 года переименован в «Красную Грузию». С 18 марта 1926 года по 28 июня 1928 года числился минным заградителем, затем переклассифицирован в канонерскую лодку. 11 января 1935 года перечислен в состав воссозданного Черноморского флота. Вооружение на тот период: три 130-мм морские пушки, две 76-мм зенитных пушки Лендера, два 7,62-мм пулемёта «Максим», мины заграждения, морской трал Шульца и придонный трал.
В 1925—1926 и 1934—1935 годах «Красная Грузия» прошла капитальные ремонты, в ходе капремонта 1934—1935 годов котлы корабля были переведены на мазут (запас топлива — 150 т). В 1939—1940 годах, во время очередного ремонта, вооружение канонерки было усилено: 76-мм пушки Лендера заменены на две 76-мм артустановки 34-К, а также установлены два 45-мм полуавтомата 21-К. На начало ВОВ «Красная Грузия» входила в состав ОДКЛ Одесской ВМБ.
24 июня 1941 года с канонерками «Красная Армения» и «Красный Аджаристан», «Красная Грузия» задействована в минной постановке в районе Одессы, в ходе которой получила прямое попадание авиабомбы. Ремонт продлился до начала июля, но уже 7 июля «Красная Грузия» с канонеркой «Красный Аджаристан» задействована в постановке мин в районе Бугаза. В августе и сентябре 1941 года участвовала в обороне Одессы, выполнив 10 артиллерийских ударов по позициям неприятеля. Канонерская лодка «Красная Грузия», как и канонерка «Красная Армения», также включена в отряд боевых кораблей, обеспечивающих десантную операцию в районе Григорьевки. Операция проходила в ночь с 21 на 22 сентября 1941 года под командованием контр-адмирала Л. А. Владимирского. В конце 1941 года к вооружению добавили два 37-мм зенитных автомата 70-К и пять 12,7-мм пулемётов ДШК взамен 7,62-мм «Максимов». Экипаж увеличился с 90 до 170 человек.
С 25 по 26 декабря 1941 года «Красная Грузия» в составе отряда боевых кораблей (кроме «Красной Грузии» в нём: КЛ «Красная Абхазия», КЛ «Красный Аджаристан», КЛ «Кубань» и одна десантная баржа типа «Болиндер») участвовала в Керченско-Феодосийской десантной операции.
4 февраля 1943 года КЛ «Красная Грузия», КЛ «Красная Абхазия» и КЛ «Красный Аджаристан» участвовали как десантные корабли в операции в районе Станичка — Южная Озерейка. После высадки десанта, с помощью КЛ шло снабжение войск на плацдарме и эвакуация раненых.
27 февраля 1943 года КЛ «Красная Грузия» (капитан 3-го ранга Г. В. Катунцевский) у временного пирса в Мысхако в Цемесской бухте во время разгрузки очередного груза для снабжения советских войск на плацдарме «Малая земля», в 23:23 атакована группой торпедных катеров противника. Получив попадание торпеды в левую часть кормы, КЛ в 01:20 28 февраля 1943 года села на грунт в точке 44°39′36″ с. ш. 37°46′46″ в. д. на глубине носом — 1,18 метра, кормой — 4,76 метра. Далее последовала серия авиаударов по затонувшему кораблю. Остов КЛ некоторое время использовался как пирс для швартовки судов снабжения десанта. 13 марта 1943 года КЛ «Красная Грузия» исключена из ВМФ СССР.
Летом 2002 года лежащий на дне корабль был обследован дайверами.

### № 418—422
Достроены как нефтеналивные суда (№ 420, 421 как несамоходные; № 418 позже перестроен в углевоз). ГЭУ: 2 × 350 л. с. (№ 418); 2 × 375 л. с. (№ 419, 422).
№ 418
Строительный номер С-88. Заложен 9 (22) декабря 1916 года, спущен на воду 16 мая 1920 года, сдан 18 июля 1922 года. Достроен на заводе «Наваль» как танкер: до 31 января 1922 года — «Эльпидифор № 418», с 31 января 1922 года — «Василий Фомин», с 31 июля 1937 года — «Валерий Чкалов», с 29 июня 1941 года — Т-512, с 24 марта 1942 года — КС-1. В 1922 году вошёл в состав Государственного Черноморско-Азовского пароходства (ГОСЧАП), с 1930 года — в состав государственного треста «Союзнефть», с 1934 года — в состав пароходства «Совтанкер». В 1937 году перестроен в углевоз и вошёл в состав Азовского государственного морского пароходства (АГМП).
Мобилизован 29 июня 1941 года, получив обозначение Т-512. Переоборудован в тральщик, и 8 июля 1941 года вошёл в состав ЧФ СССР. Присвоен бортовой № 64. В ходе Крымской оборонительной операции в ноябре 1941 года участвовал в эвакуации советских войск и грузов из Керчи.
Вооружение в 1941 году: 1 × 76-мм и 5 × 45-мм орудия; 1 × 2 + 2 × 1 — 12,7-мм пулемёты, минно-тральное вооружение.
16 января 1942 года корабль был повреждён авиацией противника в районе Севастополя, и поставлен на ремонт. В ходе ремонта 24 марта 1942 года был разоружён и переклассифицирован в кабельное судно, получив обозначение КС-1. В 1960 году судно исключено из списков и сдано на слом.
№ 419
Строительный номер С-89. Заложен 9 (22) декабря 1916 года, спущен на воду 3 августа 1920 года, сдан 16 сентября 1922 года. Достроен на заводе «Наваль» как танкер: до 1937 года — «Александр Емшанов», с 1937 года — «Стахановец». В 1922 году вошёл в состав ГОСЧАП, с 1930 года — в состав государственного треста «Союзнефть», с 1934 года — в состав пароходства «Совтанкер».
В 1941 году после начала ВОВ мобилизован в состав вспомогательного флота ЧФ СССР. 16 сентября 1944 года передан в состав Черноморского государственного морского пароходства, с 1947 года использовался в качестве бункеровщика. В 1960 году сдан на слом.
№ 420
Строительный номер С-90. Заложен 9 (22) декабря 1916 года, спущен на воду в марте 1922 года, сдан в апреле 1922 года. Достроен на заводе «Наваль» как несамоходная нефтеналивная баржа (ввиду отсутствия ГЭУ для него): получил название «Березань». В 1922 году вошёл в состав ГОСЧАП, с 1930 года — в состав государственного треста «Союзнефть», с 1934 года — в состав пароходства «Совтанкер».
В 1941 году после начала ВОВ мобилизован в состав вспомогательного флота ЧФ СССР. 13 ноября 1941 года при переходе из Керчи в Анапу потоплен авиацией противника в Керченском проливе близ косы Чушка (по другим источникам, близ села Заветное, предположительно в точке 45°08′11″ с. ш. 36°25′17″ в. д.).
№ 421
Строительный номер С-91. Заложен 9 (22) декабря 1916 года, спущен на воду в 1922 году, сдан 16 сентября 1922 года. Достроен на заводе «Наваль» как несамоходная нефтеналивная баржа (ввиду отсутствия ГЭУ для него): получил название «Тендра». В 1922 году вошёл в состав ГОСЧАП, с 1930 года — в состав государственного треста «Союзнефть», с 1934 года — в состав пароходства «Совтанкер».
В 1941 году после начала ВОВ мобилизован в состав вспомогательного флота ЧФ СССР. После аварийного ремонта из-за повреждений, полученных в результате авианалёта противника 12 мая 1942 года близ Еникале, использовался в качестве бункеровщика, иногда привлекался для грузоперевозок. 15 августа 1942 года был сильно повреждён в Сухуми вражеской авиацией, после чего отбуксирован и посажен на отмель в устье реки Хоби.
В 1945 году был снят с отмели, в течение 1945—1949 годов восстановлен в Туапсе (в судоремонтных мастерских ЧФ) и попутно перестроен в самоходный танкер (СЭУ: 2 дизеля General Motors мощностью по 500 л. с., паровой котёл, 2 дизель-генератора). После ещё 11 лет службы судно сдано на слом в 1960 году.
№ 422
Строительный номер С-92. Заложен 9 (22) декабря 1916 года, спущен на воду 29 декабря 1922 года, сдан 31 октября 1924 года. Достроен на Николаевских объединённых государственных заводах им. Марти и Бадина как танкер: с 13 апреля 1922 года — ТЩ № 24, с 31 октября 1924 года — «Тарханкут», с 12 февраля 1925 года — «Красная Молдавия», с 5 февраля 1947 года — «Салгир». 1 октября 1927 года вошёл в состав вспомогательного флота МСЧМ в качестве танкера-заправщика, был приписан к Отдельному дивизиону эскадренных миноносцев. С 31 августа по 12 сентября 1929 года в составе отряда кораблей МСЧМ участвовал в заграничном походе в Турцию.
В 1940—1941 годах прошёл капитальный ремонт в Николаеве, в ходе которого был вооружён, и в 1941 году переклассифицирован в минный заградитель. Вооружение в 1941 году: 1 × 76-мм и 3 × 45-мм орудия, 1 × 12,7-мм и 1 × 7,62-мм пулемёты, палубные минные пути (минные рельсы для сброса морских мин).
Начало ВОВ встретил в Николаеве, после чего в начале августа 1941 года принимал участие в эвакуации города (вывел с Днепро-Бугского лимана в Севастополь недостроенный лидер «Киев» проекта 48), затем использовался в качестве минного заградителя.
7 марта 1942 года переклассифицирован в нефтетранспорт и разоружён. 5 февраля 1947 года был переоборудован в бункеровщик. В начале 1960-х годов сдан на слом.

### № 423—427
Достроены как сухогрузы. ГЭУ: 2 × 375 л. с. (№ 423—426); 2 × 480 л. с. (№ 427).
№ 423
Строительный номер С-93. Заложен 9 (22) декабря 1916 года, спущен на воду 18 декабря 1926 года, сдан в 1929 году. Достроен на Одесском судоремонтном заводе им. Андре Марти как сухогруз (после спуска на воду на заводе «Тремсуд» недостроенный корпус судна в январе 1927 года был отбуксирован в Одессу): получил название «Волго-Дон». До ВОВ входил в состав АГМП.
Во время ВОВ затоплен экипажем в Мариуполе 8 октября 1941 года, накануне отхода из города советских войск. Позже поднят немцами и 9 сентября 1942 года введён ими в строй под названием Wolga-Don (WM 2005), при этом пароход был переоборудован в кабельное судно и попутно использовался противником для грузоперевозок. 25 ноября 1943 года, следуя в составе конвоя из Констанцы в Севастополь с грузом авиабомб (325 т), зенитных орудий и автомашин для люфтваффе был повреждён в результате торпедной атаки советской подводной лодки Л-6 у мыса Тарханкут, после чего при попытке его буксировки затонул в точке 45°13′13″ с. ш. 33°02′12″ в. д..
№ 424
Строительный номер С-94. Заложен в 1917 году, спущен на воду 10 декабря 1927 года, сдан 29 августа 1929 года. Достроен на Николаевских объединённых государственных заводах им. Андре Марти как рудовоз: до 1938 года — «Иосиф Косиор», с 1938 года — «Азов». До ВОВ входил в состав АГМП.
10 октября 1941 года после начала ВОВ мобилизован в состав вспомогательного флота ЧФ СССР в качестве транспорта. 22 октября 1942 года, следуя в охранении сторожевых катеров из Туапсе в Поти с грузом боеприпасов, был повреждён в результате атаки восьми пикирующих бомбардировщиков Junkers Ju 87 в районе Лазаревского, попытка буксировки оказалась неудачной и судно затонуло на мелководье.
№ 425
Строительный номер С-95. Заложен в 1917 году, спущен на воду 24 апреля 1928 года, сдан 23 октября 1929 года. Достроен на Николаевских объединённых государственных заводах им. Андре Марти как рудовоз: до сентября 1942 года — «Металлист», с сентября 1942 года — ПМ-21, с 1960-х годов — ПМ-84. До ВОВ входил в состав АГМП.
К началу ВОВ находился в капитальном ремонте на Камыш-Бурунском судоремонтном заводе с разобранными машинами. 10 октября 1941 года был мобилизован в состав вспомогательного флота ЧФ СССР в качестве несамоходного транспортного судна. 15 ноября 1941 года был отбуксирован с эвакуируемыми людьми и грузом оборудования на Кавказ, а затем вместе с другими недостроенными и ремонтируемыми судами был поставлен в отстой на реке Хоби. В период с марта по сентябрь 1942 года был переоборудован в плавмастерскую (ПМ-21), после чего с 15 октября 1942 года на ПМ-21 было возложена задача ремонта боевых катеров Черноморского флота.
После ВОВ плавмастерская была передана Балаклавскому судоремонтному заводу Черноморского флота (впоследствии — Балаклавский судоремонтный завод «Металлист»), где она получила обозначение ПМ-84. В декабре 2004 года ПМ-84 была продана на слом в Турцию, и 15 декабря того же года уведена на разбор в Алиагу.
№ 426
Строительный номер С-96. Заложен в 1917 году, спущен на воду 28 апреля 1928 года, сдан 20 мая 1930 года. Достроен на Николаевских объединённых государственных заводах им. Андре Марти как рудовоз: получил название «Советский Крым». До ВОВ входил в состав АГМП.
В 1941 году проходил капитальный ремонт на Камыш-Бурунском судоремонтном заводе. Находясь на заводе после начала ВОВ, в ноябре 1941 года был повреждён авиацией противника. 15 ноября 1941 года был на буксире уведён на Кавказ. Во время перехода получил критические повреждения в результате подрыва на мине, и во избежание гибели посажен на мель в районе Геленджика.
В 1944 году «Советский Крым» был поднят АСС ЧФ, и после капитального ремонта на Камыш-Бурунском судоремонтном заводе (в том числе с заменой надстройки) в 1945 году введён в строй и предан АГМП, где эксплуатировался до 1959 года. В 1961 году отправлен на слом.
№ 427
Строительный номер С-97. Заложен в 1917 году, спущен на воду 2 июня 1928 года, сдан 24 июня 1930 года. Достроен на Николаевских объединённых государственных заводах им. Андре Марти как рудовоз: получил название «Горняк». До ВОВ входил в состав АГМП.
10 октября 1941 года после начала ВОВ мобилизован в состав вспомогательного флота ЧФ СССР в качестве транспорта. 15 ноября 1941 года при переходе из Новороссийска в Керчь получил повреждения в результате авианалёта противника, после чего экипажем выброшен на мель у косы Тузла. До начала сентября 1942 года сидящий на мели корпус судна периодически использовался Службой наблюдения и связи (СНиС) Черноморского флота, которая оборудовала на нём пост для скрытного наблюдения за оккупированным крымским берегом. В ночь на 2 сентября 1942 года немецкими диверсантами из состава полка специального назначения «Бранденбург-800» была организована диверсионная операция с целью уничтожения обнаруженного противником поста СНиС ЧФ на «Горняке» (по немецким данным — советские моряки-наблюдатели были уничтожены, по советским данным — немецкая атака была отбита, но пост пришлось эвакуировать в связи с начавшейся той же ночью десантной операцией противника на Таманском полуострове).
Осенью 1942 года противник предпринял попытку снятия с мели и восстановления судна, закончившуюся неудачей из-за налёта советской авиации, после чего подорвав его машины больше таких попыток не предпринимал. 4 июня 1944 года пароход был поднят АСС ЧФ и отбуксирован в Мариуполь для возможного ремонта впоследствии. Простояв в акватории Мариупольского судоремонтного завода, «Горняк» был сдан на слом в начале 1950-х годов.

### № 428—439
№ 428, 429, строительные номера С-98 и С-99 соответственно, заложенные в 1917 году — не достраивались, разобраны на стапелях в 15 % готовности.
№ 430—439, строительные номера С-100…109 — не закладывались, заказы на постройку аннулированы 11 (24) октября 1917 года Временным правительством.

### Комментарии
1. ↑  После 1921 года бывший «Елпидифор» вместе со сменой хозяев несколько раз менял названия: Ville de Toulon — название, которое судно носило в межвоенный период; Piräeus (Netzleger VII) — в составе кригсмарине (нем. Netzleger — сетевой заградитель); Mariella — с 1947 года; Marti — с 1953 года; Sefer — с 1958 года[16].
2. ↑  Фактически же ещё в третьей декаде ноября 1918 года Крым занят британо-французскими войсками, в конце апреля 1919 года вторично занят большевиками, а 24 июня 1919 года в Севастополь вошли части Вооружённых сил Юга России генерал-лейтенанта А. И. Деникина.
3. ↑  Thráki — романизация греч. Θράκη, также как и англ. Thrace, переводится как Фракия[26][27].
4. ↑  Mikrà Asía и Theodōra — романизация греч. Μικρά Ασία (переводится как Малая Азия) и греческого женского имени Θεοδώρα (Феодора) соответственно.
5. ↑  Первоначально планировалась достройка в качестве несамоходной нефтеналивной баржи (ввиду отсутствия ГЭУ для него), однако после спуска на воду было принято решение об его достройке как самоходного танкера — на заводе имелись в готовом виде главные и вспомогательные механизмы СЭУ, а паровые котлы были сняты с других недостроенных судов[27].